# Grand Prix de Dottignies
Der Grand Prix de Dottignies war ein Eintagesrennen im Frauenradrennsport, das seit 2002 im belgischen Dottignies ausgetragen wurde.
Das Rennen fand jährlich Anfang April statt und war in der UCI-Kategorie 1.2 klassifiziert.

## Siegerinnen
| Jahr | Sieger                 | Zweiter           | Dritter                   |          |
| ---- | ---------------------- | ----------------- | ------------------------- | -------- |
| 2002 | Alessandra Cappellotto | Anja Nobus        | Vera Koedooder            |          |
| 2003 | Baukje Doedee          | Debby Mansveld    | Evy Van Damme             |          |
| 2004 | Olga Sljussarewa       | Tanja Hennes      | Walentyna Karpenko        |          |
| 2005 | Nicole Cooke           | Katie Brown       | Oenone Wood               |          |
| 2006 | Oenone Wood            | Sigrid Corneo     | Suzanne de Goede          |          |
| 2007 | Giorgia Bronzini       | Rochelle Gilmore  | Regina Schleicher         |          |
| 2008 | Marianne Vos           | Kirsten Wild      | Grete Treier              |          |
| 2009 | Sarah Düster           | Trixi Worrack     | Chantal Blaak             |          |
| 2010 | Kirsten Wild           | Giorgia Bronzini  | Monia Baccaille           |          |
| 2011 | Emma Johansson         | Monia Baccaille   | Annemiek van Vleuten      |          |
| 2012 | Monia Baccaille        | Emma Johansson    | Aljona Andruk             |          |
| 2013 | Vera Koedooder         | Iris Slappendel   | Sanne van Paassen         |          |
| 2014 | Giorgia Bronzini       | Shelley Olds      | Lucy van der Haar         |          |
| 2015 | Roxane Fournier        | Chloe Hosking     | Pascale Jeuland           |          |
| 2016 | Giorgia Bronzini       | Marta Bastianelli | Roxane Fournier           |          |
| 2017 | Jolien D’hoore         | Chloe Hosking     | Jelena Erić               |          |
| 2018 | Marta Bastianelli      | Elisa Balsamo     | Pascale Jeuland-Tranchant |          |
| 2019 | abgesagt               | abgesagt          | abgesagt                  | abgesagt |